# Delmira Agustini
Delmira Agustini Murtfeldt (Montevideo, 24 de octubre de 1886-6 de julio de 1914) fue una poeta modernista uruguaya.

## Biografía

### Historia
Nació en Montevideo (Uruguay), el 24 de octubre de 1886 en una familia burguesa, hija de Santiago Agustini, de origen corso, y de María Murtfeldt, descendiente de alemanes. Fue una niña solitaria, educada en el propio hogar, donde recibió clases de francés, música y pintura, a cargo de maestros particulares. Su madre tenía una personalidad autoritaria y absorbente, que marcó la de la joven poeta. Ante su familia tenía un carácter eminentemente dócil, pero paralelamente desarrolló casi en secreto su verdadera vocación de poeta, en versos de un erotismo encendido, triunfal y agónico a un tiempo. Tenía dieciséis años cuando aparecieron publicados sus poemas y relatos en conocidas revistas de entonces: Rojo y Blanco y La Pètite Révue; también en Apolo (revista de arte y sociología, dirigida por Manuel Pérez y Curis).

### Fama y reconocimiento
A los dieciséis años escribía columnas en La Alborada. Colaboró también en una sección titulada «La legión etérea» que firmaba con el seudónimo de Joujou. En ella hacía retratos de mujeres de la burguesía montevideana que sobresalían en la vida cultural y social. Eran retratos al estilo modernista, entre los que destaca el de María Eugenia Vaz Ferreira.  Rápidamente se convirtió en un personaje de la vida cultural, siempre acompañada por su madre. Publicó, en 1907, su primera obra: El libro blanco y, en 1910, Cantos de la mañana. En 1912, Rubén Darío, el creador del Modernismo, llegó a Montevideo y fue a visitarla y le manifestó su reconocimiento. Más tarde, prologó su libro Los cálices vacíos con las siguientes palabras: «De todas las mujeres que hoy escriben en verso ninguna ha impresionado mi ánimo como Delmira Agustini... es la primera vez que en lengua castellana aparece un alma femenina en el orgullo de su inocencia y de su amor, a no ser Santa Teresa en su exaltación... si esta niña bella continúa en la lírica revelación de su espíritu como hasta ahora, va a asombrar a nuestro mundo de habla española... pues por ser muy mujer dice cosas exquisitas que nunca se han dicho».

### Matrimonio y asesinato
Agustini se casó con Enrique Job Reyes, un joven comerciante, el 14 de agosto de 1913 y, cincuenta y tres días después, volvió a la casa de sus padres. Por ese tiempo empezó a cartearse con el escritor argentino Manuel Ugarte, al que solía ver en Montevideo. En pleno proceso de divorcio, visitó a su marido varias veces. Este achacaba la causa de la ruptura a su madre, la influencia que María Murtfeldt ejercía sobre ella. El fallo de la disolución del matrimonio fue el 5 de junio de 1914. La tarde del 6 de julio, él la citó en una habitación alquilada, allí le disparó dos veces en la cabeza, y luego se suicidó. Esta muerte violenta, enmarcada en lo que más tarde es caracterizado como femicidio, fue de gran trascendencia mediática presentando la prensa a ambos como víctimas de un amor irracional. Según el testimonio de algunos amigos, el cuarto de Reyes estaba repleto de recuerdos y fotografías de la poetisa.

## Obra

### Estilo

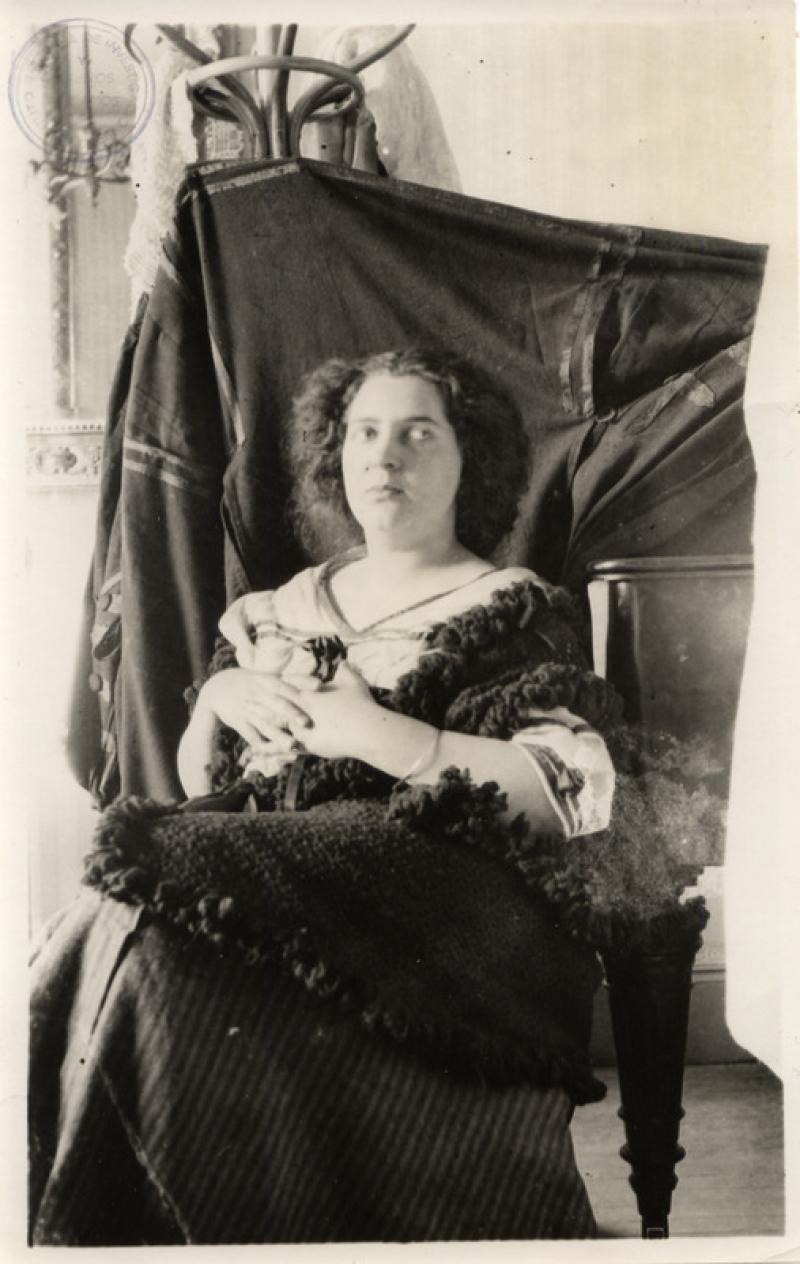
Retrato de Delmira Agustini presente en el Archivo Literario de la Biblioteca Nacional del Uruguay.

Su poesía se inscribió en la corriente modernista de la época, pero cuando el soterrado sentimiento que alentaba en el alma de la poeta podía expresarse sin trabas, sus palabras alcanzaban una dimensión más auténtica que dio lugar a sus poemas excelsos: «Explosión», «Íntima», «Lo inefable», «Visión», «Otra estirpe», «Plegaria».
Con una fuerte carga erótica, sus poemas siguen la línea modernista y están llenos de feminismo, simbolismo, sensualidad y sexo.
El alma de Agustini, «sin filtros ni condicionamientos», queda patente en el poemario Los cálices vacíos. La obra es, además, una invitación a desandar el camino que la condujo a su yo.
En sus primeros poemas su erotismo se desarrolla con imágenes de cisnes y lagos, flores de loto y jardines perfumados en los que brilla el mármol. Pero su poesía evolucionó y cantó al amor de una manera más auténtica, transformando el discurso modernista con imágenes atrevidas y poco convencionales. Dio una nueva visión del lenguaje erótico concebido por una mujer. Primero admiró, pero después provocó el desconcierto de sus contemporáneos.

### Mito
Aunque fue reconocido su talento, la fuerte carga erótica de su poesía hizo que la crítica pusiera más énfasis en su belleza y su aura etérea. Así nació el «mito Delmira», con un valor ambivalente: por un lado, estaba la «niña virginal» y, por el otro, la «pitonisa de Eros». Con ello se ponía énfasis en su escritura producto del instinto. Con la publicación de Los cálices vacíos, en 1913, el escándalo fue mayor, puesto que no se entendía que la mujer fuera el sujeto de deseo. En él habla de sus experiencias como mujer desde una óptica modernista.

## Obras
- El libro blanco (Frágil) (1907).
- Cantos de la mañana (1910).
- Los cálices vacíos (1913).

Ediciones póstumas:
- El rosario de Eros (1924).
- Los astros del abismo (1924).
- Correspondencia sexual (1969).

Correspondencia
- Correspondencia íntima Edit. Arturo Sergio Visca (1969)

## Memorial
La ciudad de Montevideo cuenta con un espacio memorial dedicado a Delmira Agustini y a todas las víctimas de la violencia de género, ubicado en la calle Andes 1206, donde Agustini fue asesinada por su exmarido. Es una obra del artista Martín Sastre y fue inaugurado en 2014, al cumplirse 100 años del femicidio de la poeta.